# Nectopsyche navasi
Nectopsyche navasi là một loài Trichoptera trong họ Leptoceridae. Chúng phân bố ở vùng Tân nhiệt đới.